# Villebout
Villebout ist eine französische Gemeinde mit 119 Einwohnern (Stand 1. Januar 2022) im Département Loir-et-Cher in der Region Centre-Val de Loire. Sie gehört zum Kanton Le Perche und zum Arrondissement Vendôme. 

## Lage
Das Gemeindegebiet wird vom Fluss Egvonne durchquert.
Nachbargemeinden sind Ruan-sur-Egvonne im Norden, Cloyes-les-Trois-Rivières im Norden und Osten, Saint-Jean-Froidmentel im Süden sowie Fontaine-Raoul im Westen.

## Bevölkerungsentwicklung
| Jahr      | 1962 | 1968 | 1975 | 1982 | 1990 | 1999 | 2006 | 2017 |
| --------- | ---- | ---- | ---- | ---- | ---- | ---- | ---- | ---- |
| Einwohner | 167  | 167  | 150  | 136  | 148  | 106  | 137  | 140  |